# Contea di Lee (Carolina del Sud)
La contea di Lee (in inglese Lee County) è una contea dello Stato della Carolina del Sud, negli Stati Uniti. La popolazione al censimento del 2000 era di 20 119 abitanti. Il capoluogo di contea è Bishopville.

## Geografia
La contea si trova nel nord-est dello Stato. La contea è bagnata dai fiumi Lynches e Black.

### Contee confinanti
- Contea di Darlington - nord-est
- Contea di Florence - est
- Contea di Sumter - sud
- Contea di Kershaw - nord-ovest

## Storia
L'area era abitata da nativi di lingua Siouan prima dell'arrivo dei coloni. La contea fu creata nel 1902 da parte delle contee di Darlington, Kershaw e Sumter e fu chiamata così in onore del generale Robert Edward Lee.

## Comuni

### Towns
- Bishopville (capoluogo)
- Lynchburg